# آلبا مولینا مونتویا

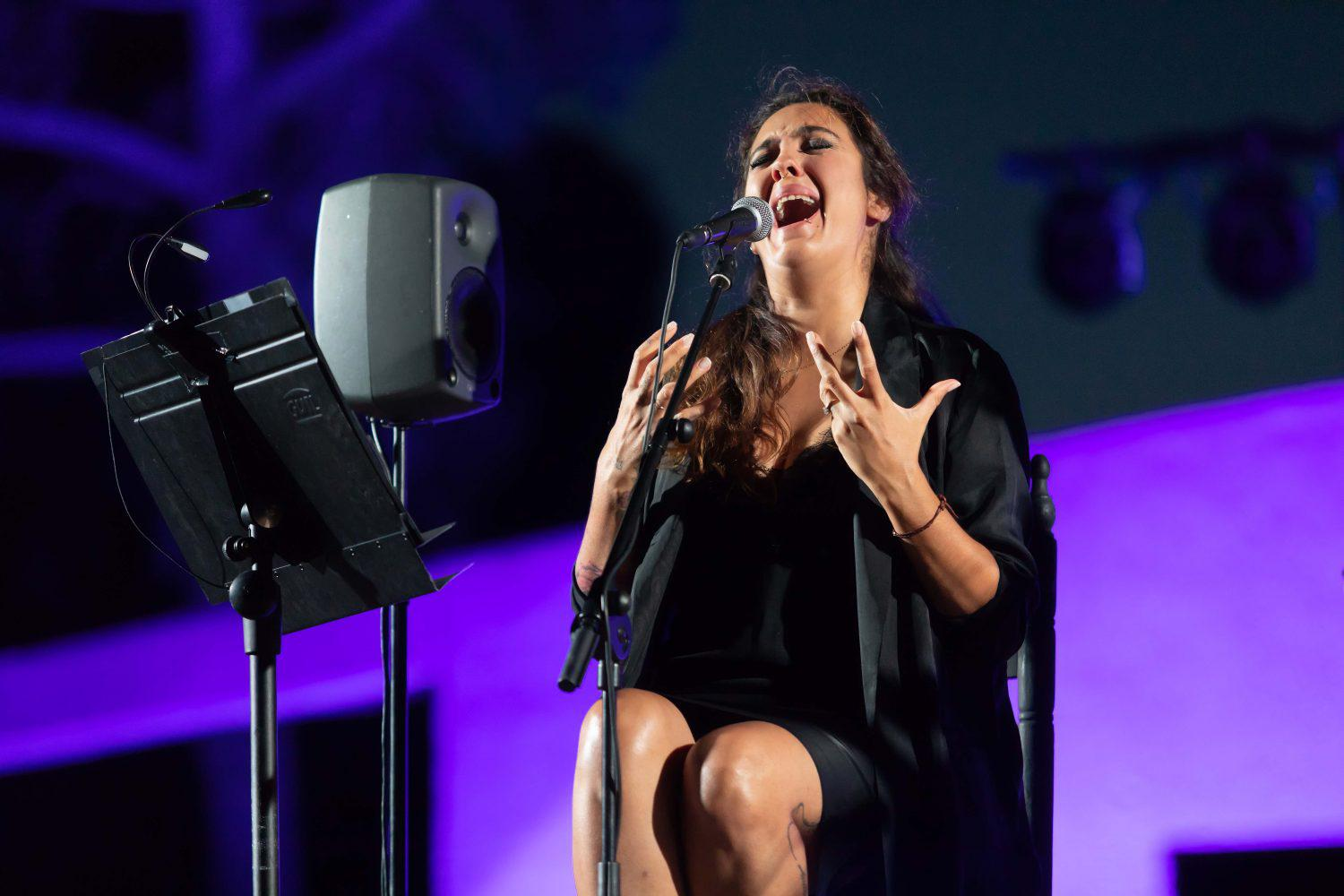

آلبا مولینا مونتویا (شهر سویا، ۲۶ نوامبر ۱۹۷۸) یک خواننده اسپانیایی است. در ۱۴ سالگی در یک مسابقه زیبایی در آرکوس د لا فرانترا عنوان خانم الگانس را به دست آورد. او در ۱۵ سالگی با لباس عروسی دست در دست مانو فرناندز در کت واک سیبلس رژه می‌رود. و تا زمان بلوغ خود به رژه در کشورهای مختلف اروپا ادامه داد.

## دیسکوگرافی
- دسپاسیتو (۱۹۹۸)
- آلبا مولینا (۲۰۰۱)
- اوجو (۲۰۰۳)
- شیره سیاه (۲۰۰۵)
- توکارا (با آندریاس لوزت) (۲۰۰۹)
- برای لول و مانوئل بخوان (۲۰۱۶)
- قدم زدن با مانوئل (۲۰۱۷)
- برای لول و مانوئل (۲۰۱۹)
- بوسه (۲۰۲۰)